# Philip Hauck
Philip Hauck (* 20. Januar 1993 in Bad Schlema) ist ein deutscher Fußballspieler. Er spielte für den FC Erzgebirge Aue in der 2. Bundesliga.

## Karriere
Hauck spielte schon sehr früh in den Jugendmannschaften des FC Erzgebirge Aue. Im Alter von 16 Jahren ging er zum VfL Wolfsburg. Mit dem VfL-Nachwuchs wurde er in der U-19-Bundesliga 2010/11 Deutscher Meister. Ein Jahr später wurde er Torschützenkönig der Nordstaffel. Der Übergang zu den Senioren gelang ihm in Wolfsburg nicht, und so kehrte er im Sommer 2013 nach Aue zurück. In der Saison 2013/14 bestritt Hauck für die zweite Mannschaft in der Oberliga 21 Spiele und schoss 10 Tore. Am vorletzten Spieltag der Zweitligasaison 2013/14 bestritt er bei der 0:2-Heimniederlage gegen den SC Paderborn 07 sein Profidebüt, als er in der 68. Minute für Jakub Sylvestr eingewechselt wurde. Im Mai 2014 unterschrieb er einen bis 2016 laufenden Profivertrag bei den „Veilchen“. Am 17. Dezember 2015 wurde der Vertrag zum Jahresende aufgelöst und Hauck wechselte zum TSV Steinbach in die Regionalliga Südwest. Nach nur einem halben Jahr verließ er den Verein wieder und wechselte zum FC 1910 Lößnitz in die Sachsenliga.